# Панамериканский Кубок по волейболу среди мужчин
Панамериканский Кубок по волейболу среди мужчин — соревнования для мужских национальных сборных команд стран Америки, проводимые под эгидой Конфедерации волейбола NORCECA и (с 2010) Южноамериканской конфедерации волейбола (CSV).
Проводится с 2006 года, являлся отборочным турниром к Кубку Америки, а с 2010 года в рамках Панамериканского Кубка стала разыгрываться путёвка в квалификационный турнир Мировой лиги (в 2018 преобразована в Лигу Наций).
До 2009 в розыгрыше принимали участие только сборные стран-членов NORCECA, причём ведущие команды (США и Куба) почти во всех турнирах выставляли неосновные составы.
Соревнование проходят в два этапа: сначала команды проводят однокруговые турниры в группах, по итогам которых борьбу за медали продолжают 6 команд, причём в зависимости от результатов группового этапа две команды напрямую выходят в полуфинал, а другие четыре проводят четвертьфинальные матчи.
Панамериканский Кубок по волейболу среди женщин разыгрывается с 2002 года.

## Призёры Кубка
| Год  | Место проведения                         | 1-е место | 2-е место                | 3-е место                |
| ---- | ---------------------------------------- | --------- | ------------------------ | ------------------------ |
| 2006 | Мехикали, Тихуана (Мексика)              | США       | Доминиканская Республика | Канада                   |
| 2007 | Санто-Доминго (Доминиканская Республика) | Мексика   | Пуэрто-Рико              | Куба                     |
| 2008 | Виннипег (Канада)                        | США       | Канада                   | Доминиканская Республика |
| 2009 | Тустла-Гутьеррес (Мексика)               | США       | Канада                   | Доминиканская Республика |
| 2010 | Сан-Хуан (Пуэрто-Рико)                   | США       | Аргентина                | Пуэрто-Рико              |
| 2011 | Гатино (Канада)                          | Бразилия  | США                      | Канада                   |
| 2012 | Санто-Доминго (Доминиканская Республика) | США       | Аргентина                | Доминиканская Республика |
| 2013 | Мехико (Мексика)                         | Бразилия  | Мексика                  | Аргентина                |
| 2014 | Тихуана (Мексика)                        | Куба      | США                      | Аргентина                |
| 2015 | Рино (США)                               | Бразилия  | Аргентина                | Венесуэла                |
| 2016 | Мехико (Мексика)                         | Куба      | Аргентина                | Канада                   |
| 2017 | Гатино (Канада)                          | Аргентина | Пуэрто-Рико              | Куба                     |
| 2018 | Кордова (Мексика)                        | Аргентина | Бразилия                 | Куба                     |
| 2019 | Колима (Мексика)                         | Куба      | Аргентина                | Мексика                  |
| 2021 | Санто-Доминго (Доминиканская Республика) | Мексика   | Канада                   | США                      |
| 2022 | Гатино (Канада)                          | Куба      | Канада                   | США                      |
| 2023 | Гвадалахара (Мексика)                    | Канада    | Бразилия                 | Чили                     |
| 2024 | Санто-Доминго (Доминиканская Республика) | Канада    | США                      | Пуэрто-Рико              |

## Таблица медалей
| Место           | Страна                   | Золото | Серебро | Бронза | Всего |
| --------------- | ------------------------ | ------ | ------- | ------ | ----- |
| 1               | США                      | 5      | 3       | 2      | 10    |
| 2               | Куба                     | 4      | 0       | 3      | 7     |
| 3               | Бразилия                 | 3      | 2       | 0      | 5     |
| 4               | Аргентина                | 2      | 5       | 2      | 9     |
| 5               | Канада                   | 2      | 4       | 3      | 9     |
| 6               | Мексика                  | 2      | 1       | 1      | 4     |
| 7               | Пуэрто-Рико              | 0      | 2       | 2      | 4     |
| 8               | Доминиканская Республика | 0      | 1       | 3      | 4     |
| 9               | Венесуэла                | 0      | 0       | 1      | 1     |
| 9               | Чили                     | 0      | 0       | 1      | 1     |
| Всего стран: 10 | Всего стран: 10          | 18     | 18      | 18     | 54    |